# Tremblay & Malençon
Tremblay & Malençon war ein französischer Hersteller von Automobilen.

## Unternehmensgeschichte
Das Unternehmen aus Paris begann 1920 mit der Produktion von Automobilen. Der Markenname lautete T & M. 1922 endete die Produktion.

## Fahrzeuge
Das einzige Modell war ein Cyclecar. Für den Antrieb sorgte ein Einzylindermotor mit 500 cm³ Hubraum. Die Motorleistung wurde mittels Riemen auf die Antriebsachse übertragen.